# 藤田まりあ
藤田 まりあ（ふじた まりあ、2000年3月21日 - ）は、埼玉県出身の女子競輪選手。日本競輪選手会埼玉支部所属、ホームバンクは大宮競輪場。日本競輪学校（当時。以下、競輪学校）第116期生。師匠は細沼健治（89期）。実兄は同じ競輪選手の藤田周磨（117期）。

## 経歴
自転車競技をしていた兄・周磨の影響で中学3年のときにガールズサマーキャンプに参加。浦和工業高校入学後に自転車部に所属し、2017年全国高校選抜自転車競技大会500ｍタイムトライアル1位、2017年インターハイケイリン1位、500mタイムトライアル1位という実績を残した。
2018年1月12日、競輪学校第116回技能試験に合格。在校競走成績は9位（5勝）。卒業記念レースは5着。
2019年7月12日、大宮競輪場でデビューし7着。初勝利は同年9月25日の高知競輪場、初優勝は同年10月11日の弥彦競輪場で挙げた。